# Myśli polityczne o wolności cywilnej
Myśli polityczne o wolności cywilnej – zbiór myśli politycznych w trzech zeszytach, autorstwa Józefa Wybickiego, wydany w latach 1775-1776 w Poznaniu w drukarni pojezuickiej (anonimowo).
Zbiór był dedykowany mianowanemu w tym czasie przez króla Stanisława Augusta Poniatowskiego, wielkopolskiemu staroście generalnemu - Kazimierzowi Raczyńskiemu. Józef Wybicki piastował wtedy urząd podwojewodziego poznańskiego (lipiec 1775 - wrzesień 1776) i podlegał wojewodzie Antoniemu Barnabie Jabłonowskiemu. Dzieło było pierwszym po upadku konfederacji barskiej i Sejmie Rozbiorowym dziełem postulującym uporządkowanie prawa polskiego, w tym zwłaszcza sytuacji mieszczan. Autor demaskował fałszywe pojmowanie wolności szlacheckich (złota wolność) i krytykował panujący w państwie nierząd.